# PM Award
PM Award（ピーエムアワード,Project Management Award；PM Award）とは、日本国内および日本企業などによる卓越したプロジェクトを表彰する制度であり、国内の成功ナレッジの蓄積とプロジェクトマネジメントの有用性の発信、そして「プロジェクト型」の働き方の拡大を図るため、世界最大規模のプロジェクトマネジメント啓発団体であるPMI Globalの協力の元、その日本支部組織である一般社団法人PMI日本支部が運営しているわが国最大規模のプロジェクトを対象とした公募式（自薦・他薦）表彰制度である。2021（令和3）年度より実施されている。

## 概要
- 近年[いつ?]「プロジェクト」という仕事の進め方が社会全体で注目を集めており[要出典]、PMI日本支部でも1998年の設立以来、 国内におけるプロジェクト型の働き方の啓発とその実現手法である「プロジェクトマネジメント（PM）」の普及活動をおこなってきた。こうしたプロジェクト型の働き方が社会に浸透するにつれ、その適用領域も拡大し、組織横断であったりクロス・ビジネスで推進するプロジェクトも年々増加してきた。PMIの世界組織であるPMI Globalでは、これを「Project Economy」と呼んでおり、社会が最適化し、技術の進歩が私たちの手元にもたらす驚くべき成果を拡大することで、多くの豊かな可能性を提供しているとし、Project Economyへの流れはアフターコロナ下ではさら加速されると思われる。こうした国際的なトレンドを踏まえ、海外では優れたプロジェクト／プロジェクトマネジメントを実践している企業・団体を表彰する制度が多く創設されており、PMI日本支部でも、 国際的なプロジェクトマネジメント啓発団体であるPMI Globalの協力の元、 国内および日本の企業・団体が実践する卓越したプロジェクトを表彰する制度を2021年度から創設することになった[2]。
- 日本でのPMI会員は、2020年12月末時点での会員数は4,950名であり、世界第6位の規模である[3]。そのためわが国におけるプロジェクト／プログラムを対象とした表彰制度として最大規模のものといえる。
- 表彰事務局は、PMI日本支部が担当している。

## 本表彰制度が目指すもの
- 「プロジェクト」型の働き方の社会的広がりおよび適用範囲の拡大を広く伝える
- プロジェクトを成功に導く手法としての「プロジェクトマネジメント（PM）」の有用性を広く伝える
- 卓越したプロジェクト・プロジェクトマネジメントを実践している企業・団体を広く紹介することを通じて、 国内における「成功ナレッジ」の蓄積を加速させる
- 潜在的なプロジェクト実践者に対する情報発信を通じて、 国内におけるプロジェクトマネジメント（PM）普及活動を加速させる[4]。

## 募集対象
- プロジェクトマネジメント手法が極めて優れているもの。
- 優れた業績に至ったもの、イノベーションを実現したもの。
- 社会、地域振興・活性化に大きく貢献したもの。
- 社会の行動変容やライフスタイルの変革をもたらしたもの[5]。

## 応募要件
- プロジェクトの予算、規模は問わない。
- あらゆるタイプのプロジェクトを対象とし、民間、公共、業種業態は問わない。
- 日本国内でのプロジェクト、または日本に拠点を持つ企業・団体によるプロジェクトであること。
- プロジェクトは、2022年度第2回実施の場合、2021年1月～2022年12月に完了もしくは完了見込みであること。
- 第1回は「自薦・他薦は問わない」という要件であったが、第2回のPM Award 2022では「他者推薦」でのエントリーは取りやめ、「自己推薦」のみのエントリーに1本化している[6]。

## 表彰の種類
＜第1回（PM Award 2021）＞
- 最優秀プロジェクト賞
- 特別賞
  - 岡山大学SDGsイノベーション賞 （授与機関：岡山大学オープンイノベーション機構）
  - NISSAY IT アカデミー賞 （授与機関：ニッセイ情報テクノロジー株式会社）
  - NTTデータユニバーシティ クリエイティブデザイン賞 （授与機関：NTTデータユニバーシティ）
  - PMIアジアパシフィック賞 （授与機関：PMIアジアパシフィック）
  - JUASデジタルトランスフォーメーション（DX）賞 （授与機関：一般社団法人日本情報システム・ユーザー協会（JUAS））
  - パーソル総合研究所well-being賞 （授与機関：株式会社パーソル総合研究所）[7]

＜第2回（PM Award 2022）＞（予定）
- 最優秀プロジェクト賞　1件
  - ファイナリストのうち、オンライン投票により最も優秀と認められたプロジェクト
- ファイナリスト賞　5件程度
  - 最優秀プロジェクト賞候補として、選考委員会により選出されたプロジェクト
- 特別賞　若干数
  - 選考委員会、協賛企業・団体により、特に優れた点が認められたプロジェクト[8]

## 選考委員
＜第1回（PM Award 2021）＞
- 片江有利（PMI日本支部 会長）－ 選考委員長
- 佐藤法仁（内閣府 上席科学技術政策フェロー）
- 当麻哲哉（慶應義塾大学大学院システムデザイン・マネジメント研究科 教授／PMI GAC 理事）[9]

＊選考委員は6名とアナウンスされているが、授賞セレモニーにおいて選考講評で登壇した上記3名以外の選考委員は公表されていない。なお、肩書は直近の選考委員当時のもの。
＜第2回（PM Award 2022）＞
現時点で未公開

## 選考の方法
- 公募後、選考は2段階で行われる。
- まず「表彰候補プロジェクト」を選考委員による審査で選考する。選出されたプロジェクトは、表彰候補プロジェクト（ファイナリスト）としてオンラインセミナーにて紹介する。
  - 第1回（2021年度）では選考委員会によって、6つのプロジェクトが表彰候補プロジェクトとして選出された。
- 表彰候補となる優秀プロジェクト（ファイナリスト）はオンラインセミナーを聴講した参加者によるオンライン投票によって選出する[10]。

## 審査評価項目
- 新規性
  - 新しい知識（デザイン思考、先進デジタル技術など）を適用しているもの。
- 有用性
  - 企業・組織が直面する課題解決に大きな効果、社会の行動変容やライフスタイルの変革をもたらしているもの。
- 組織の影響度
  - 組織変革、企業戦略としてイノベーション、企業力強化を行っているもの。
- 貢献度
  - 事業拡大、顧客満足、社会、地域振興・活性化に大きく貢献したもの[11]。

## 歴代受賞者
授与機関と受賞者（実施主体）の名称は、受賞当時のもの。

### 第1回表彰（2021年度・令和3年度）
【2021年11月23日（火・祝）授賞セレモニー】
| 賞名 | 受賞案件名                                                                         | 受賞者（実施主体）                              |
| --- | ---------------------------------------------------------------------------------- | ----------------------------------------------- |
| 最優秀プロジェクト賞 （授与機関：PMI日本支部）                                                              | AI画像診断技術によるインドで10万人に結核診断アクセスを支援する社会貢献プロジェクト | 株式会社NTTデータ                               |
| 岡山大学SDGsイノベーション賞 （授与機関：岡山大学オープンイノベーション機構）                               | AI画像診断技術によるインドで10万人に結核診断アクセスを支援する社会貢献プロジェクト | 株式会社NTTデータ                               |
| NISSAY IT アカデミー賞 （授与機関：ニッセイ情報テクノロジー株式会社）                                       | 学習用ICTプラットフォーム「Lentrance」                                             | 株式会社Lentrance                               |
| NTTデータユニバーシティ クリエイティブデザイン賞 （授与機関：NTTデータユニバーシティ）                      | Kyoto City Official Travel Guideリニューアルプロジェクト                           | 公益社団法人京都市観光協会 株式会社ロフトワーク |
| PMIアジアパシフィック賞 （授与機関：PMIアジアパシフィック）                                                 | グローバル拠点のプロジェクトマネジメントITツール標準化                             | 日本電気株式会社                                |
| JUASデジタルトランスフォーメーション（DX）賞 （授与機関：一般社団法人日本情報システム・ユーザ協会（JUAS）） | 生産者と消費者をつなぐ産直アプリ「ポケットマルシェ」                               | 株式会社ポケットマルシェ                        |
| パーソル総合研究所well-being賞 （授与機関：株式会社パーソル総合研究所）                                     | CallViewプロジェクト                                                               | オリックス生命保険株式会社                      |

### 第2回表彰（2022年度・令和4年度）
- プロジェクトエントリー：2022年4月11日～2022年6月30日
- ファイナリスト選定（ファイナリスト紹介オンラインセミナー）：2022年7月～2022年9月
- 優秀プロジェクト オンライン投票：2022年9月中旬～2022年10月上旬
- 授賞セレモニー：2022年10月下旬～2022年11月上旬[8]

## 授賞セレモニー会場

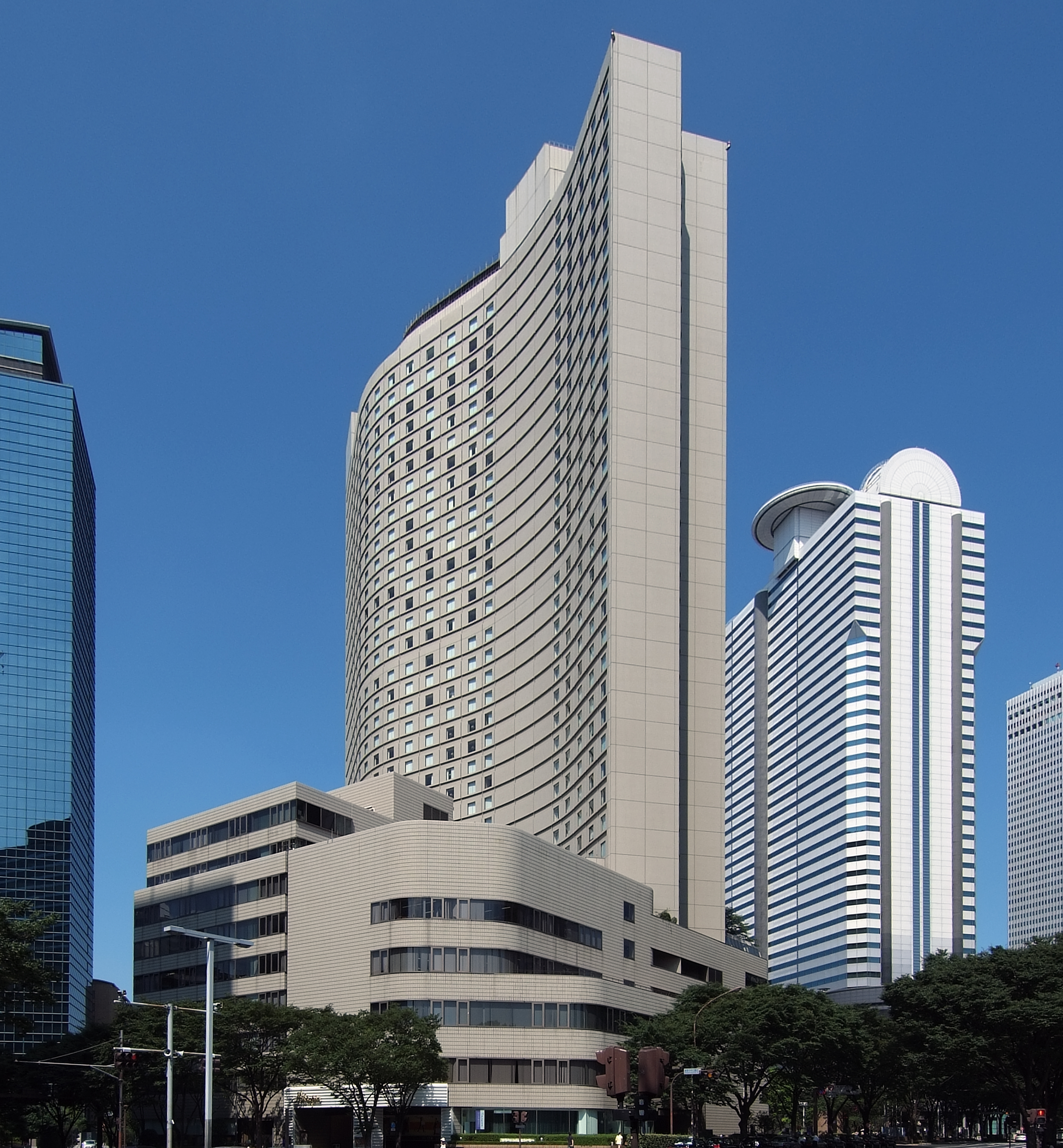
第1回授賞セレモニー会場となったヒルトン東京

- 第1回 ヒルトン東京（東京都新宿区西新宿6丁目）－ 新型コロナウイルス感染症対策のため、授与及び授賞者と関係者のみの参加。その他はオンライン参加。
- 第2回 未定